# Тье (буква)

### В кириллице
- Ԏ — буква алфавита коми до 1938 года.
- Ᲊ — буква хантыйского алфавита.
- Ꚋ — буква чувашского алфавита до 1933 года.

### В латинице
- Ť — буква чешского и словацкого алфавитов.
- Ț — буква латгальского алфавита 1928 года.